# Vanderpool
Con il termine "Vanderpool" viene indicata la Virtualization Technology sviluppata da Intel per i propri microprocessori al fine di consentire l'esecuzione simultanea di più sistemi operativi all'interno di un singolo sistema, ed è presente in tutti i prodotti sviluppati dalla casa a partire dalla primavera 2005, ad eccezione dei processori Atom Diamondville.
I primi processori ad aver potuto vantare l'implementazione di tale tecnologia furono i Core Duo, Yonah, i Pentium D, Presler ed i Pentium 4 Prescott (della serie 6x2) e Cedar Mill (della serie 6x3). Sul fronte del settore server, il primo Xeon a offrire tale tecnologia fu quello basato su core Paxville.

## Principi di funzionamento
La virtualizzazione era già possibile senza l'implementazione di specifiche tecnologie hardware come Vanderpool (o Pacifica, la tecnologia concorrente proposta dalla rivale AMD), ma essa era appunto eseguita in modalità esclusivamente software con inevitabili ripercussioni dal punto di vista prestazionale. Grazie a Vanderpool invece, è possibile dividere un sistema in macchine virtuali distinte che pur condividendo le stesse risorse di sistema operano in maniera totalmente indipendente le une dalle altre, ma tutto questo con l'appoggio di specifiche funzionalità hardware che consentono di ottimizzare tale condivisione.
La virtualizzazione viene ampiamente utilizzata nei sistemi di tipo datacenter, mentre sui sistemi desktop è decisamente più rara, per non parlare dei sistemi mobile, malgrado Intel abbia deciso di integrare tale tecnologia anche in questa linea di prodotti. Nei datacenter, viene ampiamente utilizzata soprattutto perché si tratta di un ottimo modo per sfruttare adeguatamente l'enorme potenza di calcolo tipica di tali sistemi.
Per poter sfruttare la tecnologia Vanderpool sono ancora necessari gli appositi software, che ora, grazie ad essa, possono avvantaggiarsi delle nuove funzionalità hardware per fornire un netto miglioramento delle prestazioni in ambito virtuale, dato che ogni sistema virtualizzato è così in grado di funzionare avendo diretto accesso al processore "fisico"; tra questi, si possono citare Oracle VirtualBox, VMware Workstation, Xen o Microsoft Virtual PC.

## I primi prototipi
Nel 2004 Intel presentò un prototipo di PC basato su una CPU dotata di tecnologia Vanderpool che era in grado di far funzionare contemporaneamente, su due partizioni distinte, Windows e Linux: per passare da un ambiente virtuale all'altro era sufficiente premere una combinazione di tasti.
Intel venne incoraggiata dal grande interesse mostrato dall'industria verso le versioni sperimentali di tale tecnologia, a farla debuttare sui PC con un anno di anticipo rispetto ai piani iniziali che prevedevano il suo ingresso, prima sui server di fascia alta basati su Itanium 2 e, verso la fine del 2006, sui PC desktop. Sui server la tecnologia di virtualizzazione viene in realtà indicata con il nome in codice di Silvervale ma all'atto pratico le differenze tra le 2 versioni non sono molto eclatanti.

### Prima dimostrazione al pubblico
Durante l'Intel Developer Forum dell'autunno 2004, Intel mise in atto una dimostrazione molto suggestiva della propria tecnologia di virtualizzazione: vennero mostrati 4 sistemi utilizzati contemporaneamente sulla stessa scrivania (4 case di colore diverso), con differenti ambiti d'utilizzo: applicazioni d'ufficio, ambito personale, sistema Linux per calcolo e ambiente di manutenzione per amministratori. L'implementazione della tecnologia Vanderpool permise di utilizzare un unico sistema (un unico case con 4 colori) per 4 tipologie di sistemi differenti illustrati nell'esempio, con un bilanciamento ottimale delle risorse a disposizione del sistema, a seconda del tipo di applicazione eseguita, e con l'innegabile vantaggio di avere a che fare con un solo PC e non con 4 differenti.

## Scenari tipici di utilizzo
I vantaggi offerti da un massiccio uso delle tecnologie di virtualizzazione sono molteplici, soprattutto in ambito professionale: gli amministratori di sistema sarebbero per esempio in grado di "isolare" una parte di un PC aziendale per eseguire interventi di aggiornamento e di manutenzione senza interrompere il normale lavoro dell'utente.
In ambito domestico invece, gli utenti potrebbero creare "partizioni" virtuali per isolare gli ambienti multiutente, ad esempio dedicando risorse a un'applicazione di intrattenimento e contemporaneamente altre risorse ad una di produttività, oltre ovviamente ad aumentare le difese contro virus o spyware.

## Pacifica: la tecnologia equivalente di AMD
Come accennato prima, anche AMD presentò la propria tecnologia concorrente conosciuta con il nome in codice di Pacifica, e le cui differenze rispetto alla controparte Intel sono molto risicate, tanto che esse sono perfettamente compatibili potendo quindi sfruttare gli stessi software (nella fattispecie gli stessi sistemi operativi). I primi processori AMD dotati di tale tecnologia furono gli Athlon 64 basati su core Orleans e gli Athlon 64 X2 basati su core Windsor.

## Software di virtualizzazione
- Bochs
- VirtualBox
- Virtual PC
- VMware Workstation
- Xen
- KVM